# Hjo station
Hjo station i Hjo var en station vid Hjo-Stenstorps Järnväg (HSJ). Stationen invigdes den 12 november 1873 och lades ner den 1 september 1967. Stationen anlades vid Bangatan i Nya staden, i närheten av Hjo hamn. På den tiden fanns det ännu få hus i närheten. Redan från början byggdes ett stickspår ner till hamnen. Hjo var förvaltningsort för HSJ fram till 1929. Detta år infördes samförvaltning med Tidaholms Järnväg och förvaltningen flyttades till Tidaholm.

## Stationen
I södra delen av stationsområdet uppfördes stationshuset, en gulmålad byggnad av trä i två våningar. I norra delen av området uppfördes ett lokstall, i form av ett parallellstall, med två spår samt en verkstad för underhåll av järnvägens materiel. På stationsområdet byggdes också ett godsmagasin. Mellan stationshuset och Vättern uppfördes en träbyggnad som användes som järnvägshotell. Alla dessa byggnader är nu rivna och där stationshuset en gång stod, ligger numera Hotell Bellevue.
År 1923 togs ett nytt lokstall tillhörande verkstadslokaler i bruk. De var belägna några hundra meter nordväst om stationsområdet och bestod av ett rundstall och en verkstadsbyggnad som användes för snickeriarbeten kring en vändskiva. Rundstallet hade tre platser samt en särskild verkstadsplats. Till den fristående snickeriverkstaden gick ett enkelt spår. I dag finns rundstallet kvar men verkstadsbyggnaden är borta. Det gamla lokstallet kom senare att användas som bussgarage.
På grund av ökad trafik anlades samma år dubbelspår vid stationshuset och en vändskiva byggdes vid stationsområdets södra del.

## Hjo Vattenkuranstalt
År 1877 började Hjo Vattenkuranstalt att uppföra sin anläggning strax intill järnvägsstationen. Det ståtliga Järnvägshotellet övertogs av kuranstalten och fick namnet Hotell Bellevue. En tid var kuranstalten den populäraste i inlandet och många familjer och enskilda reste till Hjo för att kurera sina krämpor. Säsongen varade från juni till augusti och under den tiden innebar det en stor ökning av antalet resande för järnvägs och båttrafiken. Även om badanstalten var populär och betydde mycket för staden Hjo, så var den aldrig speciellt lönsam och på 1920-talet minskade intresset för semester på kurort. En nådastöt kom en augustinatt 1932 när Hotell Bellevue brann ned. Badanstalten köptes efter ägarbolagets slutliga konkurs av Hjo stad i februari 1935. Staden drev verksamheten i ytterligare något år, varefter den lades ned.

## Hamnen

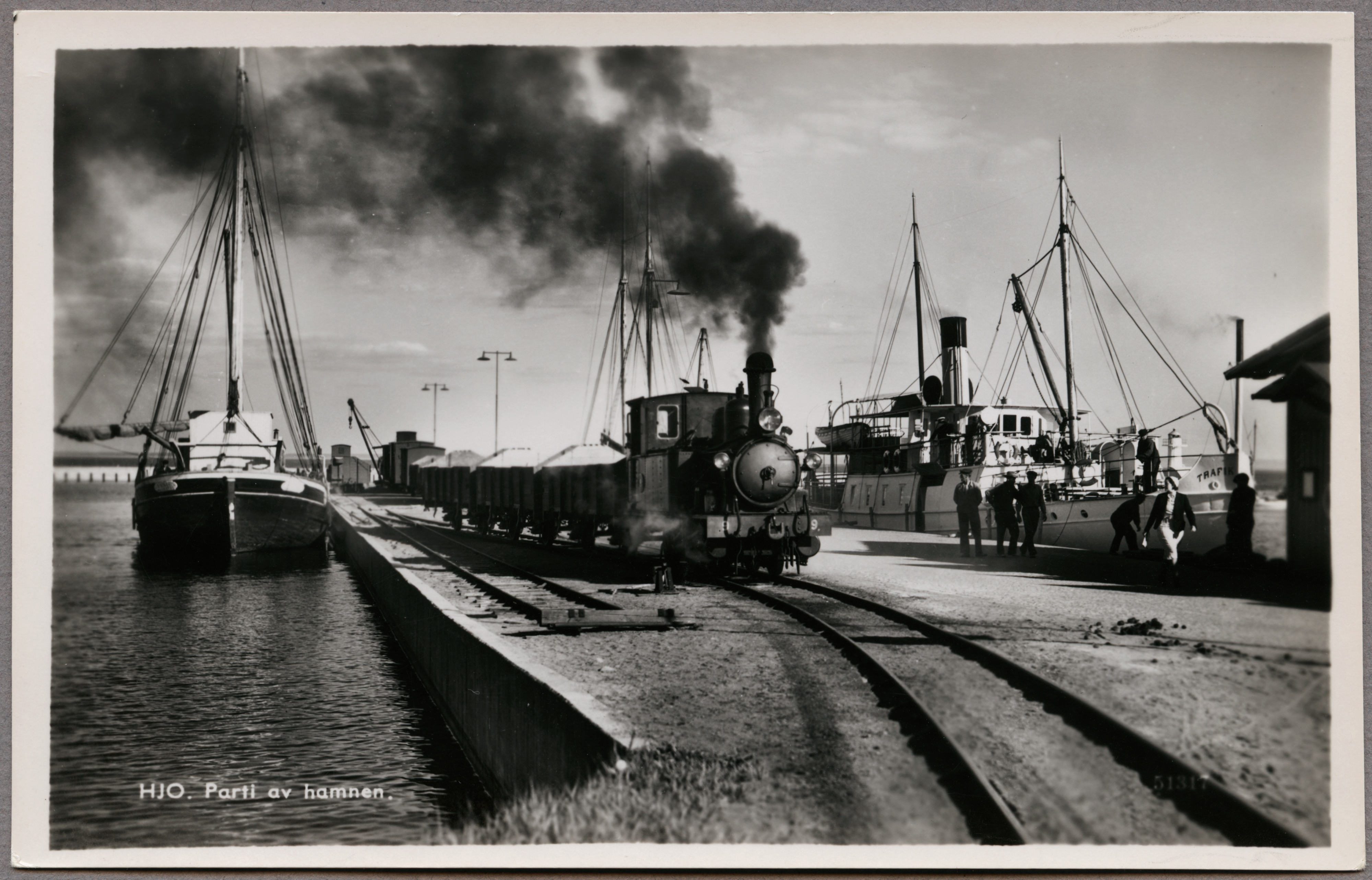
HSJ lok 9 Wreten i Hjo hamn

Den nya hamnen hade färdigställts 1855 och ansågs vara Vätterns bästa hamn med ordentliga vågbrytare. Den betydande godstrafiken på Vättern gjorde det naturlig att redan från början dra ner ett stickspår från stationen ut på den centrala piren i hamnen. Före lastbilarnas intåg bidrog hamnen med en femtedel av godsmängden på järnvägen. Betydande godsmängder utgjordes av aspvirke till Tändsticksfabriken Vulcan i Tidaholm, mejerivaror från östgötamejerierna, råsocker till sockerfabriken i Lidköping och råsprit till Hjo spritfabrik som omlastades till järnvägen.